# Вледень (Бузеу)
Вледень, Вледені (рум. Vlădeni) — село у повіті Бузеу в Румунії. Входить до складу комуни Чернетешть.
Село розташоване на відстані 107 км на північний схід від Бухареста, 15 км на північ від Бузеу, 100 км на захід від Галаца, 98 км на південний схід від Брашова.

## Населення
За даними перепису населення 2002 року у селі проживали 60 осіб, усі — румуни. Усі жителі села рідною мовою назвали румунську.